# Friederich Martens

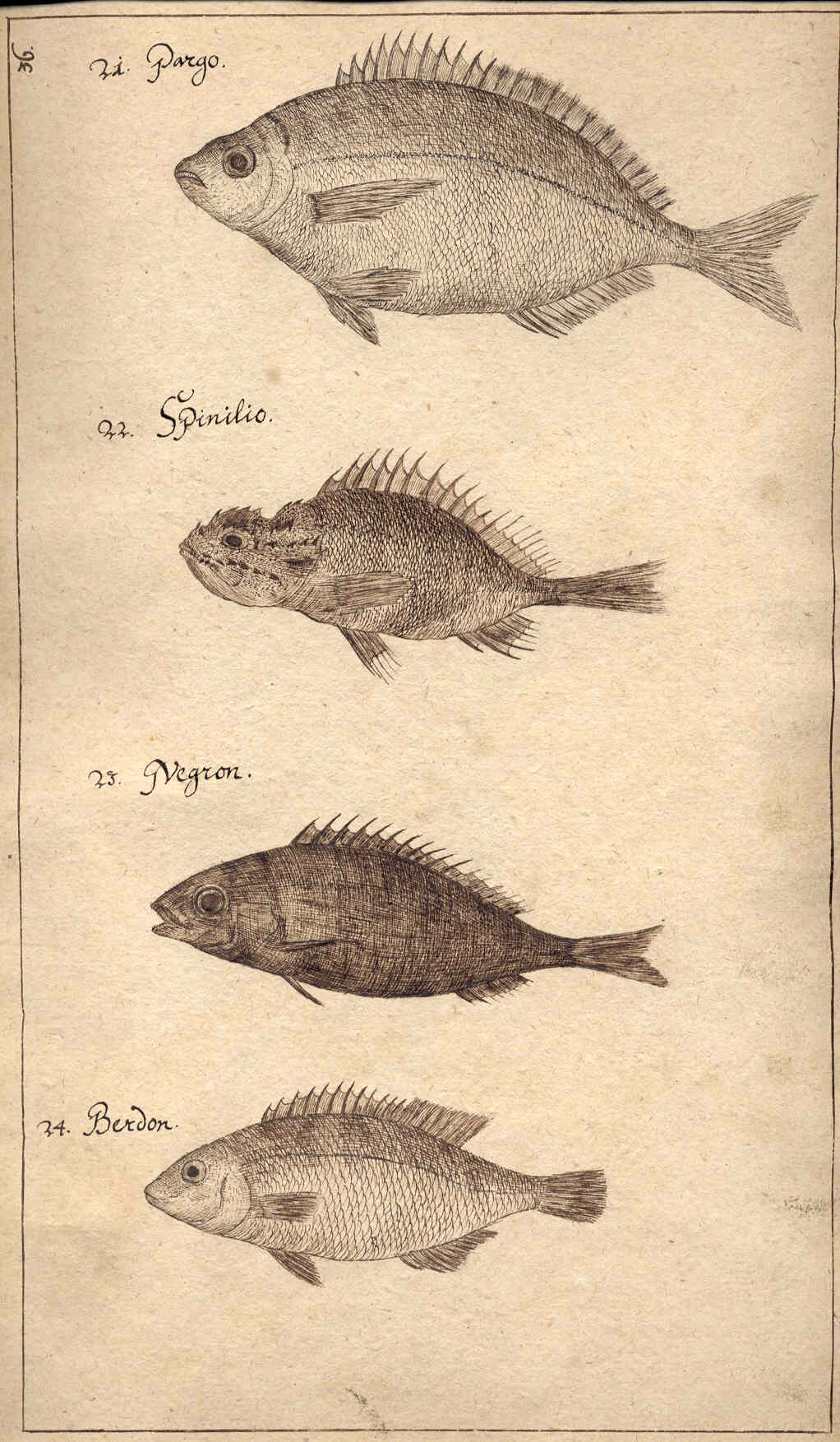
Friederich Martens: Dritter Theil Oder Von den Fischen, So bey Cadiz und S-Lucas in die Bay oder Meer gefangen werden, Federzeichnung 1671. In: Hispanische Reise Beschreibung De Anno 1671, Blatt 36. Handschrift; Bibliothek des Christianeums, Hamburg

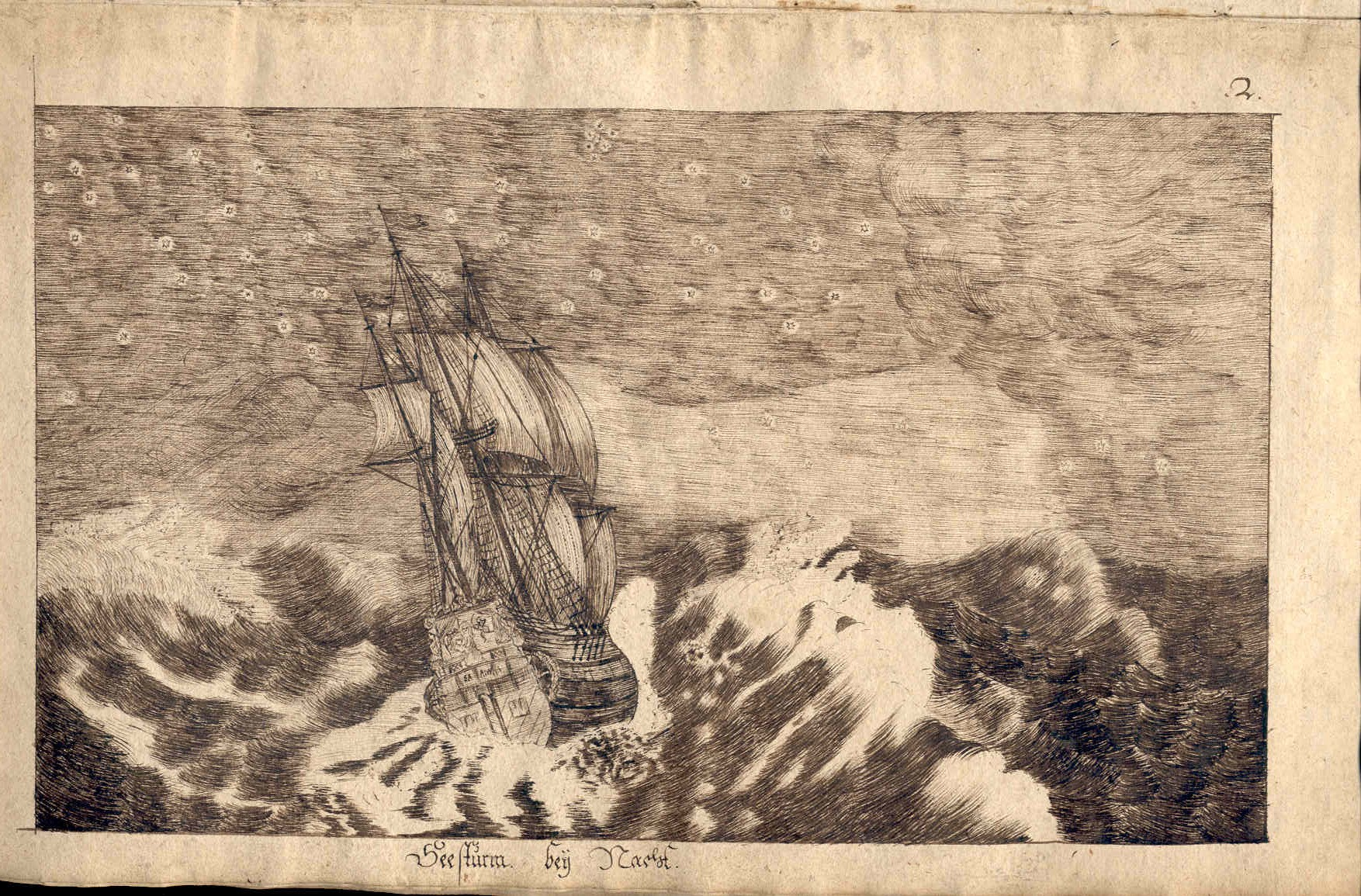
Friederich Martens: Seesturm bey Nacht. Federzeichnung 1671. In: Hispanische Reise Beschreibung De Anno 1671

Friederich Martens, auch: Friedrich, Friderich (17. Jahrhundert, genaue Lebensdaten unbekannt), war – laut Selbstbezeichnung – ein „Hamburger“, der als „Schiffs-Barbierer“ tätig war. Er hinterließ zwei Reisebeschreibungen mit zahlreichen Federzeichnungen von Landschaften, Pflanzen- und Tierwelten aus dem Jahr 1671 über eine Fahrt auf einem Walfangschiff nach Spitzbergen und Grönland sowie über eine weitere Seereise im selben Jahr nach Spanien.

## Leben
Friederich Martens’ Spitzbergische und Grönländische Reisebeschreibung wurde 1675 in Hamburg gedruckt unter dem Titel Spitzbergische oder Groenlandische Reise Beschreibung gethan 1671. Dieses Werk wurde 1680 und 1683 ins Italienische, 1685 ins Niederländische, 1694 ins Englische und 1715 ins Französische übersetzt; es blieb bis ins 19. Jahrhundert eine wichtige Quelle für die Arktisforscher.
Die Seereise nach Spanien blieb gut 250 Jahre unbekannt; sie wurde erstmals und einmalig von Wilhelm Junk 1925 in Berlin herausgegeben und in einer geringen Auflage gedruckt, allerdings in kleinerem Format und ins aktuelle Deutsch übertragen. Das Manuskript – bestehend aus 62 Blättern, davon 38 mit Federzeichnungen versehen, und eingebunden in das makulierte Pergament einer mittelalterlichen Chorbuchseite – gehörte zur Buchsammlung des Hamburger Gelehrten Johann Peter Kohl, der es 1768 zusammen mit seiner Bibliothek als Donum Kohlianum dem Altonaer Gymnasium academicum Christianeum überließ, wo es sich bis heute befindet.